# Fractura distal del radi
La fractura distal del radi és una fractura comuna del radi. A causa de la seva proximitat amb l'articulació del canell, aquesta lesió se sol anomenar fractura de canell. El tractament sol ser amb la immobilització, encara que la cirurgia és de vegades necessària per a les fractures complexes. Els tipus específics de fractura distal del radi són la fractura de Colles, fractura de Goyrand, o Smith (o Colles invertida), fractura de Rhea Barton (marginal posterior), fractura de Letenneur (o Rhea Barton invertida), fractura de Destot; fractura de Hutchinson (de l'apòfisi estiloide radial); i associades a altres lesions: fractura d'Essex-Lopresti, fractura de Galeazzi, fractura de Gerard-Marchand.
La majoria d'aquests noms s'apliquen als patrons específics de la fractura distal del radi, però hi ha confusió perquè la "fractura de Colles" s'utilitza com un terme genèric per a la fractura distal del radi.